# ۲۰۹ (قمری)
۲۰۹ (قمری)، دویست و نهمین سال در گاهشماری هجری قمری است. اول محرم این سال برابر با هشتم مه سال ۸۲۴ میلادی است.

## وابسته
- شعوبیه